# Liste der Erzbischöfe von Guatemala
Diese Liste enthält die Bischöfe (1537–1743) und Erzbischöfe (ab 1743) des (Erz-)Bistums Guatemala in Guatemala-Stadt:
- Francisco Marroquín y Hurtado (1537–1563)
- Bernardino de Villalpando, C.R.S.A. (1564–1569)
- Pedro Gómez (Fernández) de Córdoba, O.S.H. (1574–1598)
- Juan Ramírez de Arellano, O.P. (1600–1609)
- Juan de las Cabezas Altamirano (1610–1615) (auch Bischof von Arequipa)
- Juan de Zapata y Sandoval, O.S.A. (1621–1630)
- Agustín de Ugarte y Sarabia (1630–1641) (auch Bischof von Arequipa)
- Bartolomé González Soltero (1641–1650)
- Juan Garcilaso de la Vega (1652–)
- Payo Enríquez de Rivera Manrique, O.S.A. (1657–1668) (auch Bischof von Michoacán)
- Juan de Sancto Mathía Sáenz de Mañozca y Murillo (1668–1675)
- Juan de Ortega Cano Montañez y Patiño (1675–1682) (auch Bischof von Michoacán)
- Andrés de las Navas y Quevedo, O. de M. (1682–1702)
- Mauro de Larreátegui y Colón, O.S.B. (1703–1711)
- Juan Bautista Alvarez de Toledo, O.F.M. (1713–1723) (auch Bischof von Guadalajara)
- Nicolás Carlos Gómez de Cervantes y Velázquez de la Cadena (1723–1726) (auch Bischof von Guadalajara)
- Juan Leandro Gómez de Parada Valdez y Mendoza (1728–1735) (auch Bischof von Guadalajara)
- Pedro Pardo de Figueroa (1735–1751) (erster Erzbischof ab 1743)
- Francisco José de Figueredo y Victoria (1752–1765)
- Pedro Cortez y Larraz (1766–1779) (auch Bischof von Tortosa)
- Cayetano Francos y Monroy (1778–1792)
- Juan Félix de Villegas (1793–1800)
- Luis Ignatius Peñalver y Cárdenas (1801–1805)
- Rafael de La Vara (1806–1809)
- Francisco Ramón Valentín de Casaus y Torres, O.P. (1815–1845)
- Francisco de Paul García Peláez (1845–1867)
- José Bernardo Piñol y Aycinena (1867–1881)
- Ricardo Casanova y Estrada (1886–1913)
- Julio Ramón Riveiro y Jacinto, O.P. (1914–1921)
- Luis J. Muñoz y Capurón, S.J. (1921–1927)
- Luis Durou y Sure, C.M. (1928–1938)
- Mariano Rossell y Arellano (1939–1964)
- Mario Kardinal Casariego y Acevedo, C.R.S. (1964–1983)
- Próspero Penados del Barrio (1983–2001)
- Rodolfo Kardinal Quezada Toruño (2001–2010)
- Óscar Julio Vian Morales SDB (2010–2018)
- Gonzalo de Villa y Vásquez SJ (seit 2020)